# Michael Hviid Jacobsen
Michael Hviid Jacobsen (født 13. maj 1971 i Næstved) er en dansk professor i sociologi. Han har siden 1997 været ansat på Aalborg Universitet, hvor han fra 2009 har fungeret som professor ved Institut for Sociologi og Socialt Arbejde. Han er en hyppig foredragsholder og optræder ofte i medierne som ekspert inden for en lang række områder særligt i relation til død og kriminalitetsforhold.

## Uddannelse
Michael Hviid Jacobsen blev i 1992 samfundssproglig student fra Holstebro Gymnasium, hvorefter han påbegyndte sin videregående uddannelse på Aalborg Universitet i Samfundsfag og Offentlig administration. Han blev bachelor i 1995, kandidat i 1998 og ph.d. i 2004. Han har desuden været ansat som adjunkt og lektor i sociologi på Aalborg Universitet. Michael Hviid Jacobsen har i en længere årrække været studieleder for Sociologiuddannelsen ved Aalborg Universitet. Her har han desuden været initiativtager til oprettelsen af Kandidatuddannelsen i Kriminologi 2011 samt været ansvarlig for udviklingen af Masteruddannelsen i Humanistisk Palliation.

## Forskning
Michael Hviid Jacobsens forskning beskæftiger sig med mange forskellige teoretiske og empiriske problemstillinger og omhandler bl.a. samfundsteori, dødens sociologi, kriminalitet, socialpsykologi, følelser, etik, etnografi og kvalitative metoder, metaforer og poetisk sociologi samt utopier. Han har som forfatter, redaktør og medredaktør nu udgivet mere end 60 bøger på dansk og engelsk, og bogen What Use Is Sociology? skrevet med Zygmunt Bauman og Keith Tester er nu oversat til mere end ti sprog. Han har desuden udgivet en lang række videnskabelige artikler og bogkapitler. Michael Hviid Jacobsen har fungeret som redaktør ved en række videnskabelige tidsskrifter, herunder Sociologiske Arbejdspapirer, Dansk Sociologi og Acta Sociologica, ligesom han er redaktør for bogserier ved bl.a. Hans Reitzels Forlag og Syddansk Universitetsforlag.

## Hædersbevisninger
Michael Hviid Jacobsen har bl.a. modtaget Helsefondens Unge Forskningspris i 2007 for sin forskning i døden.